# Мячин (Люблінське воєводство)
Мячин (або М'ячин, Мйончин, пол. Miączyn) — село в Польщі, у гміні Мячин Замойського повіту Люблінського воєводства. Населення — 1047 осіб (2011).

## Історія
1531 року вперше згадується православна церква в селі. 1824 року в селі зведено нову греко-католицьку муровану церкву.
За даними етнографічної експедиції 1869—1870 років під керівництвом Павла Чубинського, у селі проживали греко-католики, які розмовляли українською мовою. 1872 року місцева греко-католицька парафія налічувала 972 вірян.
У міжвоєнні 1918—1939 роки польська влада в рамках великої акції руйнування українських храмів на Холмщині і Підляшші перетворила місцеву православну церкву на римо-католицький костел.
6-15 липня 1947 року під час операції «Вісла» польська армія виселила зі села на приєднані до Польщі північно-західні терени 61 українця. У селі залишилося 436 поляків. Ще 3 невиселених українців підлягали виселенню.
У 1975—1998 роках село належало до Замойського воєводства.

## Населення
Демографічна структура станом на 31 березня 2011 року:
|          | Загалом | Допрацездатний вік | Працездатний вік | Постпрацездатний вік |
| -------- | ------- | ------------------ | ---------------- | -------------------- |
| Чоловіки | 532     | 132                | 348              | 52                   |
| Жінки    | 515     | 95                 | 300              | 120                  |
| Разом    | 1047    | 227                | 648              | 172                  |